# Jerzy Pustoła

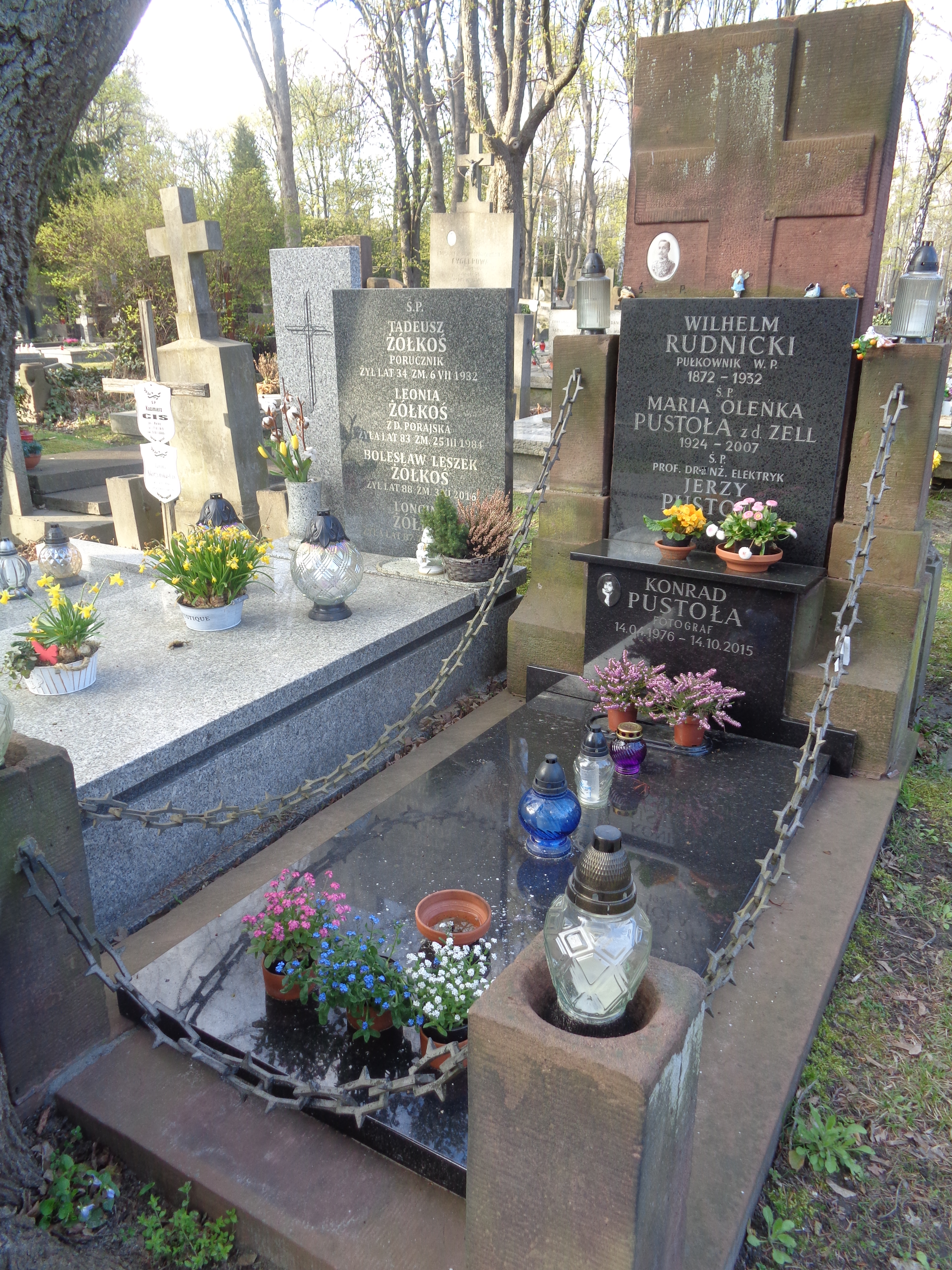
Grób Jerzego Pustoły na Cmentarzu Wojskowym na Powązkach

Jerzy Pustoła (ur. 25 kwietnia 1923 w Warszawie, zm. 17 lipca 2020) – polski konstruktor silników elektrycznych, prof. dr hab. inż.

## Życiorys
W 1952 ukończył studia w Politechnice Warszawskiej. Obronił pracę doktorską, następnie uzyskał stopień doktora habilitowanego. W 1981 nadano mu tytuł profesora w zakresie nauk technicznych. Pracował w Instytucie Elektrotechniki, oraz w Polskiej Akademii Nauk w Instytucie Automatyki, a także w Instytucie Biocybernetyki i Inżynierii Biomedycznej.
Był zatrudniony na stanowisku wykładowcy na Uniwersytecie w Kassel, oraz na Politechnice w Stuttgarcie.
Zmarł 17 lipca 2020. Spoczywa na Cmentarzu Wojskowym na Powązkach (kwatera B17-8-9).

## Odznaczenia
- Krzyż Kawalerski Orderu Odrodzenia Polski[1]